# Ten Foot Pole
Ten Foot Pole (abans Scared Straight) és un grup de hardcore melòdic estatunidenc.

## Història
Ten Foot Pole es va fundar l'any 1983 a Simi Valley amb el nom de Scared Straight. A principis de la dècada del 1990, després de publicar You Drink, You Drive, You Die (1988), Scared Straight va canviar el seu nom a Ten Foot Pole. Un dels motius del canvi de nom va ser per a distanciar-se de la reputació de straight edge del grup que es s'associava amb el nom de Scared Straight. Teen Foot Pole va publicar dos àlbums amb l'antiga formació: Swill i Rev. Després de Rev i un EP compartit amb Satanic Surfers, el cantant Scott Radinsky es va veure obligat a deixar el grup a causa dels seus compromisos amb el beisbol professional i el desig de Ten Foot Pole de girar a temps complet. A partir d'aleshores Dennis Jagard es va fer càrrec de la veu principal, que és també un enginyer de so que ha mesclat per a artistes com Prince, Beck, AFI i Jimmy Eat World.
Els següents àlbums, Unleashed i Insider, van aconseguir una nova base de seguidors, però van perdre alguns fans antics que preferien la veu de Scott. Això va incloure els responsables d'Epitaph Records, i el següent àlbum, Bad Mother Trucker, va ser publicat per Victory Records, seguit de Subliminable Messages a Go-Kart Records. Després de més d'una dècada sense material d'estudi, Ten Foot Pole va publicar l'àlbum Setlist el 2017, que incloïa principalment re-enregistraments de cançons anteriors, així com un nou àlbum d'estudi el 2019 titulat Escalating Quickly.

## Discografia

### Com a Scared Straight
- Born to be Wild 7", Mystic Records, 1985
- You Drink, You Drive, You Die LP, Mystic Records, 1988

### Com a Teen Foot Pole
- (1993) Swill
- (1994) Rev
- (1995) Ten Foot Pole & Satanic Surfers (EP)
- (1997) Unleashed
- (1998) Insider
- (2002) Bad Mother Trucker
- (2004) Subliminable Messages
- (2017) Setlist
- (2019) Escalating Quickly
- (2022) Winning[10]